# 重ね着

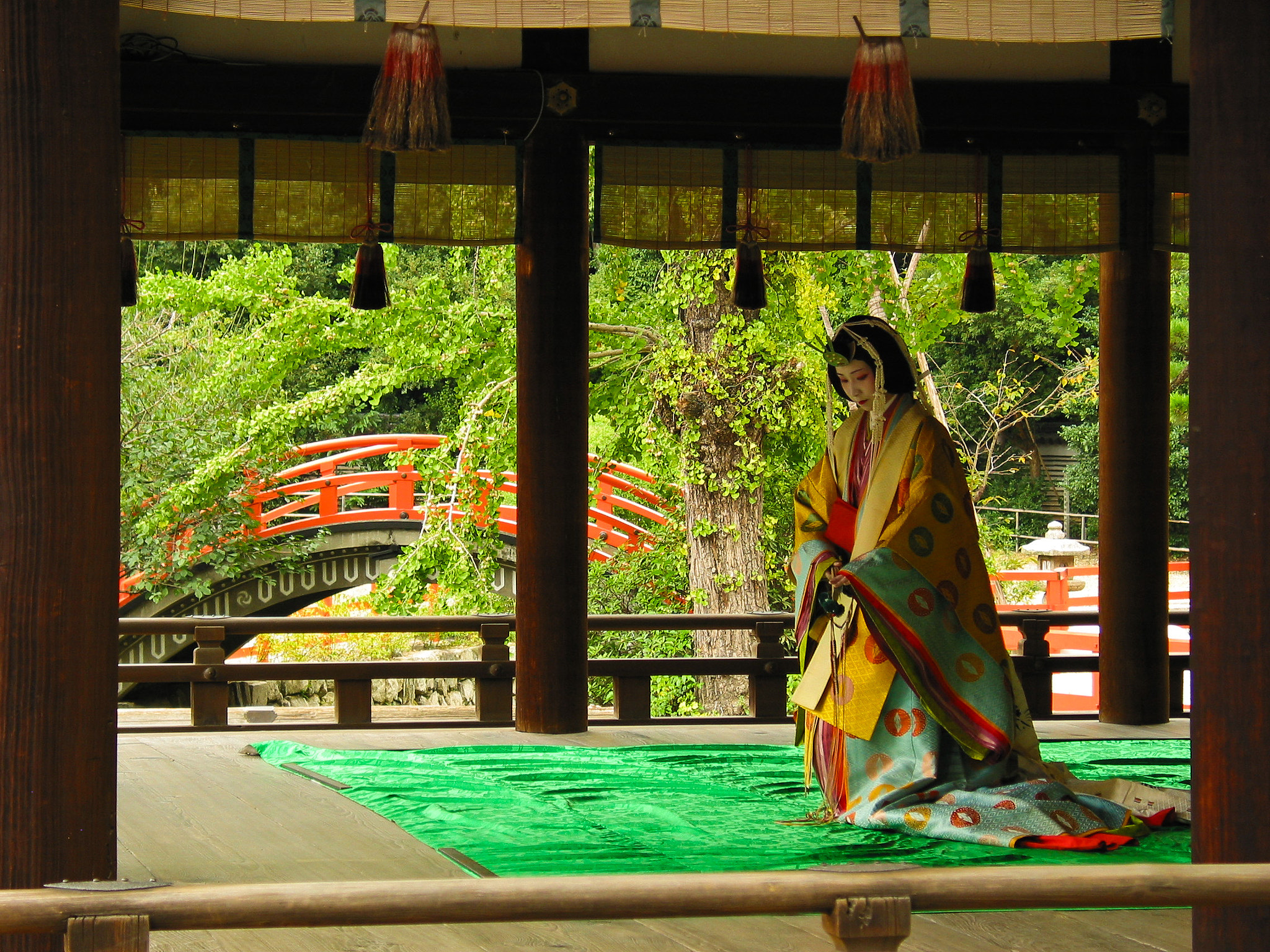
多数の重ね着をする十二単

重ね着（かさねぎ）とは、衣服を重ねて着用すること。またはその状態。
多くの衣服は重ね着することを前提としていて、どう着用する衣服なのかが分かるように、様々な呼び名がつけられている。一例を挙げると、最も身体の近くに着用するものが「下着（したぎ）」、最も身体から遠くに着用するものが「外衣（がいい）」、下着と外衣の間に着用するものが「中衣（ちゅうい）」である。それぞれ複数の呼び名が存在しており、これはあくまで一例である。
重ね着には様々な目的がある。

## ファッション
ファッションとしての重ね着は、近年ではレイヤードともいわれる。
- 暑い場所で沢山重ね着をする、またその逆
- 前開きの衣服を閉じずに着用する、衣服の袖に腕を通さず羽織る
- 丈の短かい衣服を丈の長い衣服の上に着用する
- 透けるように薄い、目の粗い生地の衣服を着用する

というのはファッション目的の重ね着ではよく見られる。よく見られるが、それ以外に意味のない着用方法とはいえない。たとえば、前開きの衣服を閉じずに着用するのは、体温調整目的でも行われることがある。
重ね着の目的の一つは、立体感を演出することである。そのため「重ねている」様を見せることが重要となる。立体感を演出する理由は、人間は平面的なものより立体的なもののほうに、現実味や親しみを覚えやすいからである。また、外側が立体的に見えると、内側も立体的な肉体をしているという印象を与え、着用者の魅力を上げる効果があるとされる。

## 耐候

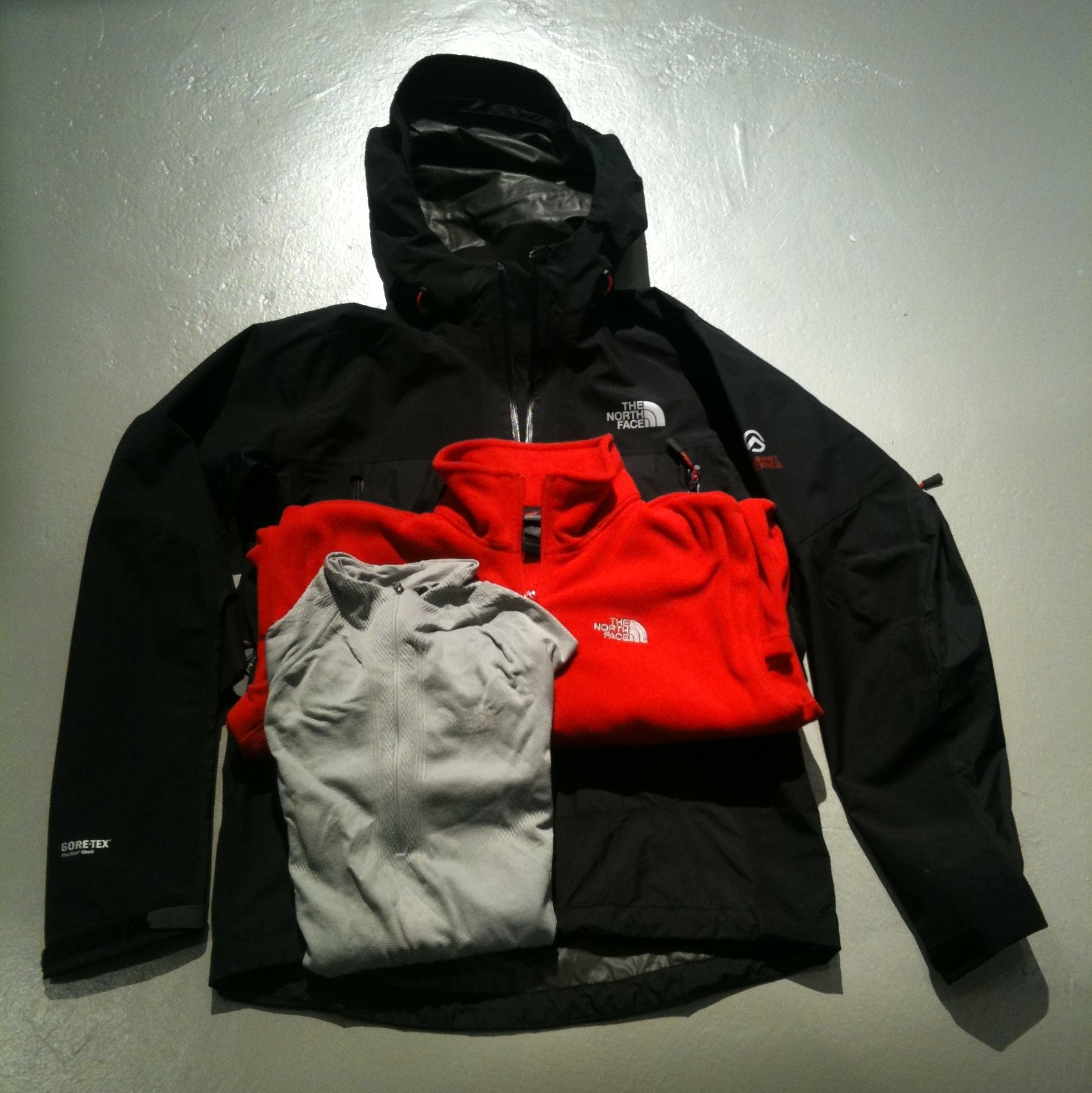
アウトドアウェアの重ね着

衣服の本来の着用目的であり、適切な重ね着をすることで、環境が身体に与える影響を軽減する。
近年では3つのレイヤー（英: Layer、層）というものを定義する3レイヤーという概念が一般的である。それぞれのレイヤーの意味を、身体に近い順に簡単に説明する。
インナーレイヤー（英: Inner layer）
インナーレイヤーの役割は、身体から排出された汗などの吸着である。これによって正常な肌環境を維持しやすくなる。ベースレイヤー（英: Base layer）、ファーストレイヤー（英: First layer）とも。
ミッドレイヤー（英: Mid layer）
ミッドレイヤーの役割は、断熱である。これによって外部に逃げる熱量が減り、体温の維持が容易になる。インシュレーティングレイヤー（英: Insulating layer）とも。
シェルレイヤー（英: Shell layer）
シェルレイヤーの役割は、内2つのレイヤーが破損しないように守ること。水や風、紫外線などが内部に侵入し、内部環境が悪化するのを防ぐことである。アウターレイヤー（英: Outer layer）とも。
この3つのレイヤーは3枚の衣服を重ね着するという意味ではない。1枚で複数のレイヤーの役割をする衣服もあれば、1つのレイヤーの役割をする衣服を複数着ることもある。また、必ずしも3つのレイヤー相当の衣服を重ね着しなくてもよい。例えば気温の高い夏場など、多くの人はミッドレイヤーを必要としない。
どの衣服を、いつ、どのように重ね着するかをルール化したものをレイヤリングシステム（英: Layering system）と呼ぶ。スポーツウェアの製造・販売している企業や軍隊などで提供されていることが多い。

## 訓練

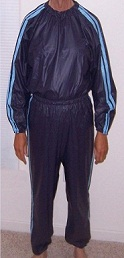
代謝を高めるために重ね着されるサウナスーツ

体温を上げることで新陳代謝を高めたり、意図的に肉体的、精神的に過酷な状態を作り出すために重ね着をする。
例えば、ボクシング選手が目標体重に減量・維持するためにおこなう。